# Општина Кунгота
Општина Кунгота (словен. Kungota) је једна од општина Подравске регије у држави Словенији. Седиште општине је градић Згорња Кунгота.

## Природне одлике
Рељеф: Општина Кунгота налази се у северном делу Словеније, у словеначком делу Штајерске. Општина је са на северу и западу граничи са Аустријом. Општина је брдско-планинског карактера. Земљиште се спушта од запада (планина Козјак) ка истоку, где почиње брежуљкаста област Словенске горице.
Клима: У општини влада умерено континентална клима.
Воде: Једини значајан водоток на подручју општине је речица Песница. Остали водотоци су мали и њене су притоке.

## Становништво
Општина Кунгота је средње густо насељена.

## Насеља општине
| - Вршник - Градишка - Грушена - Згорња Кунгота - Згорње Вртиче - Једловник | - Јурски Врх - Козјак над Песницо - Песница - Плач - Плинтовец - Подиграц | - Рошпох - Слатина - Слатински Дол - Сподње Вртиче - Свечина - Циринга - Шпичник |  |

## Додатно погледати
- Згорња Кунгота